# Transformació directa-quadratura-zero
La transformació directa-quadratura-zero (de l'anglès) (amb acrònims com DQZ o DQ0, DQO, o 0DQ i de vegades en minúscula) és habitualment anomenada transformada dq0 en llengua no anglesa. La transformació és un tensor que gira el marc de referència d'un vector de tres elements o una matriu de tres per tres elements amb l'objectiu de simplificar-ne l'anàlisi. La transformada dq0 és el producte de la transformada de Clarke i la transformada de Park, proposada per primera vegada el 1929 per Robert H. Park.
La transformada dq0 s'utilitza sovint en el context de l'enginyeria elèctrica amb circuits trifàsics. La transformació es pot utilitzar per rotar els marcs de referència de les formes d'ona de CA de manera que es converteixin en senyals de CC. Això permet realitzar càlculs simplificats sobre aquestes quantitats de CC abans de realitzar la transformació inversa per recuperar els resultats reals de CA trifàsica. Com a exemple, la transformada dq0 s'utilitza sovint per simplificar l'anàlisi de màquines síncrones trifàsiques o per simplificar els càlculs per al control d'inversors trifàsics. En l'anàlisi de màquines síncrones trifàsiques, la transformació transfereix quantitats trifàsiques d'estator i rotor en un únic marc de referència rotatiu per eliminar l'efecte de les inductàncies variables en el temps i transformar el sistema en un sistema lineal invariant en el temps.

## Introducció
La transformada dq0 es basa en les matrius de transformació de Park i Clarke. La transformada de Clarke (porta el nom d'Edith Clarke) converteix els vectors en el sistema de referència ABC a vectors en el marc de referència αβγ. El principal avantatge de la transformada de Clarke és que aïlla aquella part del vector referenciat ABC que és comú als tres components del vector; és a dir, permet aïllar el component de mode comú (altrament anomenat component Z). La matriu de transformació de Clarke d'escala uniforme, invariant en potència, segons la convenció de mà dreta és
{\displaystyle K_{C}={\sqrt {\frac {2}{3}}}\cdot {\begin{bmatrix}1&-{\frac {1}{2}}&-{\frac {1}{2}}\\0&{\frac {\sqrt {3}}{2}}&-{\frac {\sqrt {3}}{2}}\\{\frac {1}{\sqrt {2}}}&{\frac {1}{\sqrt {2}}}&{\frac {1}{\sqrt {2}}}\end{bmatrix}}} .
Per convertir un vector columna amb referència ABC al marc de referència XYZ, el vector s'ha de premultiplicar per la matriu de transformació de Clarke:
{\displaystyle {\vec {u}}_{XYZ}=K_{C}\cdot {\vec {u}}_{ABC}} .
Per tornar a convertir d'un vector de columna referenciat al marc XYZ al marc ABC, el vector s'ha de premultiplicar per la matriu de transformació de Clarke inversa:
{\displaystyle {\vec {u}}_{ABC}=K_{C}^{-1}\cdot {\vec {u}}_{XYZ}} .
La transformada de Park (porta el nom de Robert H. Park) converteix vectors en el marc de referència XYZ al marc de referència DQZ . La transformada Park aconsegueix girar el marc de referència d'un vector a una freqüència arbitrària. Això desplaça l'espectre de freqüència del senyal de manera que la freqüència arbitrària apareix ara com a un valor continu i l'antic valor continu apareix ara com el negatiu de la freqüència arbitrària. La matriu de transformació de Park és
{\displaystyle K_{P}={\begin{bmatrix}\cos {\left(\theta \right)}&\sin {\left(\theta \right)}&0\\-\sin {\left(\theta \right)}&\cos {\left(\theta \right)}&0\\0&0&1\end{bmatrix}}} ,
on θ és l'angle instantani d'una freqüència ω arbitrària. Per convertir un vector referenciat en el marc XYZ al marc de referència DQZ, el senyal en forma de vector columna s'ha de premultiplicar per la matriu de transformació de Park:
{\displaystyle u_{DQZ}=K_{P}\cdot u_{XYZ}} .
Per tornar a convertir d'un vector referenciat en el marc DQZ al marc de referència XYZ, el vector columna s'ha de premultiplicar per la matriu de transformació inversa de Park:
{\displaystyle u_{XYZ}=K_{P}^{-1}\cdot u_{DQZ}} .
Les transformacions de Clarke i Park juntes formen la transformada DQZ :
{\displaystyle K_{CP}=K_{P}\cdot K_{C}}
{\displaystyle \to {\begin{bmatrix}\cos {\left(\theta \right)}&\sin {\left(\theta \right)}&0\\-\sin {\left(\theta \right)}&\cos {\left(\theta \right)}&0\\0&0&1\end{bmatrix}}\cdot {\sqrt {\frac {2}{3}}}{\begin{bmatrix}1&{\frac {-1}{2}}&{\frac {-1}{2}}\\0&{\frac {\sqrt {3}}{2}}&-{\frac {\sqrt {3}}{2}}\\{\frac {1}{\sqrt {2}}}&{\frac {1}{\sqrt {2}}}&{\frac {1}{\sqrt {2}}}\end{bmatrix}}}
{\displaystyle \to {\sqrt {\frac {2}{3}}}{\begin{bmatrix}\cos {\left(\theta \right)}&\cos {\left(\theta -{\frac {2\pi }{3}}\right)}&\cos {\left(\theta +{\frac {2\pi }{3}}\right)}\\-\sin {\left(\theta \right)}&-\sin {\left(\theta -{\frac {2\pi }{3}}\right)}&-\sin {\left(\theta +{\frac {2\pi }{3}}\right)}\\{\frac {\sqrt {2}}{2}}&{\frac {\sqrt {2}}{2}}&{\frac {\sqrt {2}}{2}}\end{bmatrix}}}
La transformada inversa és:
{\displaystyle K_{CP}^{-1}={\sqrt {\frac {2}{3}}}{\begin{bmatrix}\cos {\left(\theta \right)}&-\sin {\left(\theta \right)}&{\frac {\sqrt {2}}{2}}\\\cos {\left(\theta -{\frac {2\pi }{3}}\right)}&-\sin {\left(\theta -{\frac {2\pi }{3}}\right)}&{\frac {\sqrt {2}}{2}}\\\cos {\left(\theta +{\frac {2\pi }{3}}\right)}&-\sin {\left(\theta +{\frac {2\pi }{3}}\right)}&{\frac {\sqrt {2}}{2}}\end{bmatrix}}}
Per convertir un vector referenciat en el marc ABC al marc de referència DQZ, el vector columna s'ha de premultiplicar per la matriu de transformació DQZ:
{\displaystyle u_{DQZ}=K_{CP}\cdot u_{ABC}} .
I, per tornar a convertir d'un vector referenciat en el marc DQZ al marc ABC, el vector columna s'ha de premultiplicar per la matriu de transformació DQZ inversa:
{\displaystyle u_{ABC}=K_{CP}^{-1}\cdot u_{DQZ}} .
Per entendre millor aquesta transformació, a continuació s'inclou una derivació de la transformada.

## Derivació

### La derivació de la transformada de Park
La transformada Park es basa en el conceptes de producte escalar i de projeccions de vectors sobre altres vectors. Primer, imaginem dos vectors unitaris, {\displaystyle {\hat {u}}_{D}} i {\displaystyle {\hat {u}}_{Q}} (els vectors unitaris, o eixos, del nou marc de referència des de la perspectiva de l'antic marc de referència) i un tercer vector arbitrari {\displaystyle {\vec {v}}_{XY}} . Podem definir els dos vectors unitaris i el vector aleatori en termes de les seves coordenades cartesianes en el marc de referència antic:
{\displaystyle {\hat {u}}_{D}=\cos {\left(\theta \right)}{\hat {u}}_{X}+\sin {\left(\theta \right)}{\hat {u}}_{Y}}
{\displaystyle {\hat {u}}_{Q}=-\sin {\left(\theta \right)}{\hat {u}}_{X}+\cos {\left(\theta \right)}{\hat {u}}_{Y}}
{\displaystyle {\vec {v}}_{XY}=v_{X}{\hat {u}}_{X}+v_{Y}{\hat {u}}_{Y}} ,
on {\displaystyle {\hat {u}}_{X}} i {\displaystyle {\hat {u}}_{Y}} són els vectors base unitaris de l'antic sistema de coordenades i {\displaystyle \theta } és l'angle entre els vectors unitaris {\displaystyle {\hat {u}}_{X}} i {\displaystyle {\hat {u}}_{D}} (és a dir, l'angle entre els dos marcs de referència). La projecció del vector arbitrari sobre cadascun dels dos nous vectors unitaris implica el producte escalar:
{\displaystyle v_{D}={\hat {u}}_{D}\cdot {\vec {v}}_{XY}}
{\displaystyle \to \cos {\left(\theta \right)}v_{X}+\sin {\left(\theta \right)}v_{Y}}
{\displaystyle v_{Q}={\hat {u}}_{Q}\cdot {\vec {v}}_{XY}}
{\displaystyle \to -\sin {\left(\theta \right)}v_{X}+\cos {\left(\theta \right)}v_{Y}} .
Per tant, {\displaystyle v_{D}} és la projecció de {\displaystyle {\vec {v}}_{XY}} a l'eix {\displaystyle {\hat {u}}_{D}}, i {\displaystyle v_{Q}} és la projecció de {\displaystyle {\vec {v}}_{XY}} a l'eix {\displaystyle {\hat {u}}_{Q}}. Aquests nous components vectorials, {\displaystyle v_{D}} i {\displaystyle v_{Q}}, formen conjuntament el nou vector {\displaystyle {\vec {v}}_{DQ}}, el vector original {\displaystyle {\vec {v}}_{XY}} en termes del nou marc de referència DQ .
A la figura de dalt, observeu que l'angle positiu {\displaystyle \theta } fa que el vector arbitrari giri cap enrere quan es fa la transició cap al nou marc de referència DQ. Dit d'altra manera, el seu angle respecte al nou marc de referència és menor que l'angle que tenia respecte el marc de referència original. Això es deu al fet que el marc de referència, no el vector, s'ha girat cap endavant. De fet, una rotació cap endavant del marc de referència és idèntica a una rotació negativa del vector. Si l'antic marc de referència gira cap endavant, com passa en els sistemes elèctrics trifàsics, el vector DQ resultant roman estacionari.
Una sola equació matricial pot resumir l'operació anterior:
{\displaystyle {\vec {v}}_{DQ}={\begin{bmatrix}\cos {\left(\theta \right)}&\sin {\left(\theta \right)}\\-\sin {\left(\theta \right)}&\cos {\left(\theta \right)}\end{bmatrix}}\cdot {\vec {v}}_{XY}} .
Aquest tensor es pot ampliar a sistemes tridimensionals, on l'eix sobre el qual es produeix la rotació no es veu afectat. En l'exemple següent, la rotació és al voltant de l'eix Z, però es podria haver escollit qualsevol eix:
{\displaystyle K_{P}={\begin{bmatrix}\cos {\left(\theta \right)}&\sin {\left(\theta \right)}&0\\-\sin {\left(\theta \right)}&\cos {\left(\theta \right)}&0\\0&0&1\end{bmatrix}}} .
Des d'una perspectiva d'àlgebra lineal, això és simplement una rotació horària (en el sentit de les agulles del rellotge) al voltant de l'eix z i és matemàticament equivalent a les fórmules d'angle de diferència trigonomètrica.

### La derivació de la transformada de Clarke

#### Els vectors base unitaris ABC
Considerem un espai tridimensional amb vectors base unitaris A, B i C. L'esfera de la figura següent s'utilitza per mostrar l'escala del marc de referència i la caixa s'utilitza per proporcionar un context de rotació.
Normalment, en enginyeria elèctrica (o en qualsevol altre context que utilitzi sistemes trifàsics), els components trifàsics es mostren en una perspectiva bidimensional. Tanmateix, com que les tres fases poden canviar de manera independent, són per definició ortogonals entre si. Això implica una perspectiva tridimensional, tal com es mostra a la figura anterior. Per tant, la perspectiva bidimensional mostra realment la projecció de la realitat tridimensional sobre un pla.
Els problemes trifàsics solen descriure's operant dins d'aquest pla. Habitualment es considera que el sistema trifàsic està equilibrat (és a dir, vA + vB + vC = 0) i el vector suma
{\displaystyle {\vec {v}}=v_{A}{\hat {u}}_{A}+v_{B}{\hat {u}}_{B}+v_{C}{\hat {u}}_{C}}
sempre es troba en aquest pla.

#### Els vectors base unitaris AYC'
Per construir la transformada de Clarke, utilitzem la transformada de Park en dos passos. L'objectiu de la transformació és girar l'eix C a un dels vèrtexs de la caixa. D'aquesta manera, l'eix C una vegada rotat serà ortogonal al pla de la perspectiva bidimensional esmentada anteriorment. El primer pas per construir la transformada de Clarke requereix girar el marc de referència ABC al voltant de l'eix A. Així el primer element de la transformació de Park serà 1:
{\displaystyle K_{1}={\begin{bmatrix}1&0&0\\0&\cos {\left(-{\frac {\pi }{4}}\right)}&\sin {\left(-{\frac {\pi }{4}}\right)}\\0&-\sin {\left(-{\frac {\pi }{4}}\right)}&\cos {\left(-{\frac {\pi }{4}}\right)}\end{bmatrix}}}
{\displaystyle \to {\begin{bmatrix}1&0&0\\0&{\frac {1}{\sqrt {2}}}&-{\frac {1}{\sqrt {2}}}\\0&{\frac {1}{\sqrt {2}}}&{\frac {1}{\sqrt {2}}}\end{bmatrix}}}
La figura següent mostra com es fa girar el marc de referència ABC al marc de referència AYC' quan qualsevol vector és premultiplicat per la matriu K1. Els eixos C' i Y apunten ara als punts mitjans de les vores de la caixa, però la magnitud del marc de referència no ha canviat (és a dir, l'esfera ni ha crescut ni s'ha reduït). Això es deu al fet que la norma del tensor K1 és 1: ||K1|| = 1. Això significa que qualsevol vector del marc de referència ABC continuarà tenint la mateixa magnitud quan es gira al marc de referència AYC' .

#### Els vectors base unitaris XYZ
A continuació, el tensor següent fa girar el vector al voltant del nou eix Y en sentit contrari a les agulles del rellotge respecte a l'eix Y. Es pot veure que l'angle s'escull de manera que l'eix C' apunti cap a la cantonada de la caixa:
{\displaystyle K_{2}={\begin{bmatrix}\cos {\left(\theta \right)}&0&-\sin {\left(\theta \right)}\\0&1&0\\\sin {\left(\theta \right)}&0&\cos {\left(\theta \right)}\end{bmatrix}}}
{\displaystyle \theta =\cos ^{-1}\left({\sqrt {\frac {2}{3}}}\right)\to 35.26^{\circ }} ,
o
{\displaystyle K_{2}={\begin{bmatrix}{\sqrt {\frac {2}{3}}}&0&-{\frac {1}{\sqrt {3}}}\\0&1&0\\{\frac {1}{\sqrt {3}}}&0&{\sqrt {\frac {2}{3}}}\end{bmatrix}}} .
Es pot observar que la distància des del centre de l'esfera fins al punt mitjà de la vora de la caixa és √2 però des del centre de l'esfera fins a la cantonada de la caixa és √3 . D'aquí sorgeix l'angle de 35,26°. L'angle es pot calcular mitjançant el producte escalar.
Si tenim {\displaystyle {\vec {m}}=\left(0,{\frac {\sqrt {2}}{2}},{\frac {\sqrt {2}}{2}}\right)} com a vector unitari en la direcció de C' i {\displaystyle {\vec {n}}=\left({\frac {1}{\sqrt {3}}},{\frac {1}{\sqrt {3}}},{\frac {1}{\sqrt {3}}}\right)} com a vector unitari en la direcció de la cantonada del quadre a {\displaystyle {\vec {n}}=\left(1,1,1\right)}.
Ja que {\displaystyle {\vec {m}}\cdot {\vec {n}}=|{\vec {m}}||{\vec {n}}|\cos \theta ,} essent {\displaystyle \theta } l'angle entre {\displaystyle {\vec {m}}} i {\displaystyle {\vec {n}},} aleshores
{\displaystyle \left(0,{\frac {\sqrt {2}}{2}},{\frac {\sqrt {2}}{2}}\right)\cdot \left({\frac {1}{\sqrt {3}}},{\frac {1}{\sqrt {3}}},{\frac {1}{\sqrt {3}}}\right)=\cos \theta }
{\displaystyle \cos \theta =0+{\frac {\sqrt {2}}{2{\sqrt {3}}}}+{\frac {\sqrt {2}}{2{\sqrt {3}}}}={\sqrt {\frac {2}{3}}}}
{\displaystyle \theta =\cos ^{-1}\left({\sqrt {\frac {2}{3}}}\right)}
{\displaystyle \theta =35.26^{\circ }.}
La norma de la matriu K₂ també és 1, de manera que tampoc canvia la magnitud de cap vector premultiplicat per la matriu K ₂ .

#### El pla zero
En aquest punt, l'eix Z és ara ortogonal al pla en què es pot trobar qualsevol vector ABC sense el component de mode comú. Qualsevol forma d'ona vectorial ABC equilibrada (vector sense un mode comú) evolucionarà en el temps al voltant d'aquest pla. Aquest pla s'anomenarà pla zero i es mostra a continuació amb el contorn hexagonal.
Els vectors base X i Y es troben en el pla zero. Observeu que l'eix X és paral·lel a la projecció de l'eix A sobre el pla zero. L'eix X és lleugerament més gran que la projecció de l'eix A sobre el pla zero. És més gran en un factor de √3/2 . El vector arbitrari no ha canviat de magnitud mitjançant aquesta conversió del marc de referència ABC al marc de referència XYZ (és a dir, l'esfera no ha canviat de mida). Això és cert per a la forma invariant en potència de la transformada de Clarke. La figura següent mostra la perspectiva bidimensional comuna dels marcs de referència ABC i XYZ .
Pot semblar estrany que, tot i que la magnitud del vector no canviï, sí ho faci la magnitud dels seus components (és a dir, els components X i Y són més llargs que els components A, B i C). Això es pot entendre de manera intuïtiva tenint en compte que per a un vector sense mode comú, allò que necessitava tres valors (components A, B i C) per expressar-se, ara només en pren 2 (components X i Y) ja que el component Z és zero. Per tant, els valors dels components X i Y han de ser més grans per compensar.

#### Combinació de tensors
La matriu de transformació de Clarke invariant en potència és una combinació dels tensors K1 i K₂:
{\displaystyle K_{C}=\underbrace {\begin{bmatrix}{\sqrt {\frac {2}{3}}}&0&-{\frac {1}{\sqrt {3}}}\\0&1&0\\{\frac {1}{\sqrt {3}}}&0&{\sqrt {\frac {2}{3}}}\end{bmatrix}} _{K_{2}}\cdot \underbrace {\begin{bmatrix}1&0&0\\0&{\frac {1}{\sqrt {2}}}&-{\frac {1}{\sqrt {2}}}\\0&{\frac {1}{\sqrt {2}}}&{\frac {1}{\sqrt {2}}}\end{bmatrix}} _{K_{1}}} ,
o
{\displaystyle K_{C}={\sqrt {\frac {2}{3}}}\cdot {\begin{bmatrix}1&-{\frac {1}{2}}&-{\frac {1}{2}}\\0&{\frac {\sqrt {3}}{2}}&-{\frac {\sqrt {3}}{2}}\\{\frac {1}{\sqrt {2}}}&{\frac {1}{\sqrt {2}}}&{\frac {1}{\sqrt {2}}}\end{bmatrix}}}
{\displaystyle \to {\begin{bmatrix}{\frac {2}{\sqrt {6}}}&-{\frac {1}{\sqrt {6}}}&-{\frac {1}{\sqrt {6}}}\\0&{\frac {1}{\sqrt {2}}}&-{\frac {1}{\sqrt {2}}}\\{\frac {1}{\sqrt {3}}}&{\frac {1}{\sqrt {3}}}&{\frac {1}{\sqrt {3}}}\end{bmatrix}}} .
Observeu que quan es realitza la multiplicació, la fila inferior de la matriu KC és 1/√3, no 1/3. (Edith Clarke va utilitzar 1/3 per al cas de la transformació variant en potència.) La component Z no és exactament la mitjana de les components A, B i C. Si només es canviessin els elements de la fila inferior per 1/3, l'esfera quedaria aixafada al llarg de l'eix Z. Això vol dir que el component Z no tindria la mateixa escala que els components X i Y.
Tal com s'ha escrit anteriorment, la norma de la matriu de transformació de Clarke segueix sent 1, el que significa que es rota el vector ABC però no s'escala. No es pot dir el mateix de la transformació original de Clarke.
És fàcil verificar (per multiplicació matricial) que la inversa de KC és
{\displaystyle K_{C}^{-1}={\begin{bmatrix}{\frac {2}{\sqrt {6}}}&0&{\frac {1}{\sqrt {3}}}\\-{\frac {1}{\sqrt {6}}}&{\frac {1}{\sqrt {2}}}&{\frac {1}{\sqrt {3}}}\\-{\frac {1}{\sqrt {6}}}&-{\frac {1}{\sqrt {2}}}&{\frac {1}{\sqrt {3}}}\end{bmatrix}}}

#### Forma variant en potència
De vegades és desitjable escalar la matriu de transformació de Clarke de manera que l'eix X sigui la projecció de l'eix A sobre el pla zero. Per fer-ho, apliquem uniformement un factor d'escala de √2/3 i un 2√1/radical al component zero per obtenir la matriu de transformació de Clarke variant en potència:
{\displaystyle K_{\hat {C}}={\sqrt {\frac {2}{3}}}\cdot \underbrace {{\sqrt {\frac {2}{3}}}\cdot {\begin{bmatrix}1&-{\frac {1}{2}}&-{\frac {1}{2}}\\0&{\frac {\sqrt {3}}{2}}&-{\frac {\sqrt {3}}{2}}\\{\frac {1}{2}}&{\frac {1}{2}}&{\frac {1}{2}}\end{bmatrix}}} _{K_{C}}}
{\displaystyle \to {\frac {2}{3}}{\begin{bmatrix}1&-{\frac {1}{2}}&-{\frac {1}{2}}\\0&{\frac {\sqrt {3}}{2}}&-{\frac {\sqrt {3}}{2}}\\{\frac {1}{2}}&{\frac {1}{2}}&{\frac {1}{2}}\end{bmatrix}}}
o
{\displaystyle K_{\hat {C}}={\begin{bmatrix}{\frac {2}{3}}&-{\frac {1}{3}}&-{\frac {1}{3}}\\0&{\frac {1}{\sqrt {3}}}&-{\frac {1}{\sqrt {3}}}\\{\frac {1}{3}}&{\frac {1}{3}}&{\frac {1}{3}}\end{bmatrix}}} .
Això necessàriament redueix l'esfera en un factor de √2/3 com es mostra a continuació. Tingueu en compte que aquest nou eix X és exactament la projecció de l'eix A sobre el pla zero.
Amb la transformada de Clarke variant en potència, la magnitud del vector arbitrari és més petita en el marc de referència XYZ que en el marc de referència ABC (la norma de la transformada és √2/3), però les magnituds dels components del vector individual són els mateixos (quan no hi ha un mode comú). Així, com a exemple, un senyal definit per
{\displaystyle {\begin{bmatrix}A\\B\\C\end{bmatrix}}={\begin{bmatrix}\cos {\left(\omega t\right)}\\\cos {\left(\omega t-{\frac {2\pi }{3}}\right)}\\\cos {\left(\omega t+{\frac {2\pi }{3}}\right)}\end{bmatrix}}}
es converteix, en el marc de referència XYZ,
{\displaystyle {\begin{bmatrix}X\\Y\\Z\end{bmatrix}}={\begin{bmatrix}\cos {\left(\omega t\right)}\\\cos {\left(\omega t-{\frac {\pi }{2}}\right)}\\0\end{bmatrix}}} ,
un nou vector els components del qual tenen la mateixa magnitud que els components originals: 1. En molts casos, aquesta és una qualitat avantatjosa de la transformada de Clarke variant en potència.

### La transformació DQZ
La transformació DQZ utilitza la transformada de Clarke per convertir vectors referenciats a ABC en dos components de mode diferencial (és a dir, X i Y) i un component de mode comú (és a dir, Z) i després aplica la transformada de Park per girar el marc de referència al voltant del Eix Z amb un angle determinat. La component X es converteix en la component D, que està en alineació directa amb el vector de rotació, i la component Y es converteix en la component Q, que està en un angle de quadratura amb la component directa. La transformada DQZ és
{\displaystyle K_{CP}=K_{P}\cdot K_{C}}
{\displaystyle \to {\begin{bmatrix}\cos {\left(\theta \right)}&\sin {\left(\theta \right)}&0\\-\sin {\left(\theta \right)}&\cos {\left(\theta \right)}&0\\0&0&1\end{bmatrix}}\cdot {\sqrt {\frac {2}{3}}}{\begin{bmatrix}1&{\frac {-1}{2}}&{\frac {-1}{2}}\\0&{\frac {\sqrt {3}}{2}}&-{\frac {\sqrt {3}}{2}}\\{\frac {1}{\sqrt {2}}}&{\frac {1}{\sqrt {2}}}&{\frac {1}{\sqrt {2}}}\end{bmatrix}}} .

## Implementació del codi
Per motius d'eficiència computacional, habitualment es mantenen les transformacions de Clarke i Park separades.

Una implementació computacionalment eficient de la transformada de Clarke invariant en potència és
```
X
 
=
 
(
2
 
*
 
A
 
–
 
B
 
–
 
C
)
 
*
 
(
1
 
/
 
sqrt
(
6
));

Y
 
=
 
(
B
 
–
 
C
)
 
*
 
(
1
 
/
 
sqrt
(
2
));

Z
 
=
 
(
A
 
+
 
B
 
+
 
C
)
 
*
 
(
1
 
/
 
sqrt
(
3
));

```

mentre que la seva inversa és
A = (1 / sqrt(3)) * Z;
B = A – (1 / sqrt(6)) * X;
C = B – (1 / sqrt(2)) * Y;
B += (1 / sqrt(2)) * Y;
A += (sqrt(2 / 3)) * X;
Una implementació computacionalment eficient de la transformada de Clarke variant en potència és
X = (2*A – B – C) * (1 / 3);
Y = (B – C) * (1 / sqrt(3));
Z = (A + B + C) * (1 / 3);
mentre que la seva inversa és
A = X + Z;
B = Z – (1 / 2) * X;
C = B – (sqrt(3) / 2) * Y;
B += (sqrt(3) / 2) * Y;
Evidentment, els coeficients constants es podren calcular prèviament.
Una implementació computacionalment eficient de la transformada Park és
co = cos(theta);
si = sin(theta);
D = co*X + si*Y;
Q = co*Y - si*X;
mentre que la seva inversa és
co = cos(theta);
si = sin(theta);
X = co*D - si*Q;
Y = si*D + co*Q;
Té sentit calcular co i si només una vegada si s'han d'utilitzar tant la transformació Park com la seva inversa.

## Exemple
En els sistemes elèctrics, molt sovint els valors A, B i C oscil·len de tal manera que el vector suma gira. En un sistema equilibrat, el vector gira al voltant de l'eix Z. Molt sovint, és útil girar el marc de referència de manera que la majoria dels canvis en els valors abc, a causa d'aquest gir, es cancel·lin i qualsevol variació més fina es faci més evident. Això és de gran utilitat, ja que es transforma el sistema original en un sistema lineal invariant en el temps
La transformació DQZ es pot pensar en termes geomètrics com la projecció de les tres magnituds de fase sinusoïdals separades sobre dos eixos que giren amb la mateixa velocitat angular que les quantitats de fase sinusoïdal.
A la figura de dalt, es mostra la transformada DQZ aplicada a l'estator d'una màquina síncrona. Hi ha tres bobines que estan físicament separades per un angle de 120 graus. Els corrents de tres fases són iguals en magnitud i estan separats entre si per 120 graus elèctrics. Els corrents de tres fases es retarden en les seves corresponents tensions de fase {\displaystyle \delta } . Els eixos DQ es mostren girant amb una velocitat angular igual a {\displaystyle \omega }, la mateixa velocitat angular que les tensions i corrents de fase. L'eix D forma un angle {\displaystyle \theta =\omega t} amb la bobina de fase A que s'ha escollit com a referència. Els corrents {\displaystyle I_{D}} i {\displaystyle I_{Q}} són quantitats constants de CC.

## Comparació amb altres transformacions

### Transformació de Park
La transformació proposada originalment per Park difereix lleugerament de la donada anteriorment. A la transformació de Park, l'eix q està per davant de l'eix d, qd0 i l'angle {\displaystyle \theta } és l'angle entre la fase a i l'eix q, tal com es mostra a continuació:
{\displaystyle P={\frac {2}{3}}{\begin{bmatrix}\cos(\theta )&\cos(\theta -{\frac {2\pi }{3}})&\cos(\theta +{\frac {2\pi }{3}})\\\sin(\theta )&\sin(\theta -{\frac {2\pi }{3}})&\sin(\theta +{\frac {2\pi }{3}})\\{\frac {1}{2}}&{\frac {1}{2}}&{\frac {1}{2}}\end{bmatrix}}}
i
{\displaystyle P^{-1}={\begin{bmatrix}\cos(\theta )&\sin(\theta )&1\\\cos(\theta -{\frac {2\pi }{3}})&\sin(\theta -{\frac {2\pi }{3}})&1\\\cos(\theta +{\frac {2\pi }{3}})&\sin(\theta +{\frac {2\pi }{3}})&1\end{bmatrix}}}
D. Holmes i T. Lipo, Pulse Width Modulation for Power Converters: Principles and Practice, Wiley-IEEE Press, 2003 i
P. Krause, O. Wasynczuk i S. Sudhoff, Analysis of Electric Machinery and Drive Systems, 2a ed., Piscataway, NJ: IEEE Press, 2002.

### Transformada αβγ
La transformada dqo és conceptualment similar a la transformada αβγ . Mentre que la transformada dqo és la projecció de les quantitats de fase en un marc de referència de dos eixos giratori, la transformada αβγ es pot considerar com la projecció de les quantitats de fase en un marc de referència estacionari de dos eixos.